# Fußball-Südasienmeisterschaft 2023
Die Fußball-Südasienmeisterschaft 2023 (offiziell 2023 SAFF Championship) war die 14. Austragung des Turniers und fand vom 21. Juni bis zum 4. Juli 2023 in Indien statt. Indien war nach 1999, 2011 und 2015 damit zum vierten Mal Gastgeber des Wettbewerbs.
Sechs Mannschaften aus dem südasiatischen Raum und zwei Gäste spielten um den Titel des Südasienmeisters. Mit Sri Lanka nahm ein Mitglied der South Asian Football Federation (SAFF) nicht teil, stattdessen wurden mit Kuwait und dem Libanon zwei Mitglieder der West Asian Football Federation eingeladen. Titelverteidiger war die Mannschaft aus Indien.

## Modus
Bis Oktober 2021 hatten mit Bangladesch, Indien und Sri Lanka drei Verbände Interesse an der Austragung der Südasienmeisterschaft 2023 gezeigt. Die Vergabe an Indien fand im Februar 2023 statt, während einen Monat später der Zeitraum des Turniers auf Ende Juni bis Anfang Juli 2023 festgelegt wurde. Da sich durch die FIFA-Suspendierung Sri Lankas die Anzahl der üblichen Teilnehmer auf sechs reduzierte, wurde entschieden, zwei Gastmannschaften einzuladen. Anfang Mai 2023 bestätigten zunächst Kuwait und eine Woche später auch der Libanon ihre Teilnahme.
Die Gruppenauslosung fand am 17. Mai 2023 statt. Die acht Mannschaften wurden dabei nach ihrer Platzierung in der FIFA-Weltrangliste vom 6. April 2023 in vier Lostöpfe verteilt. Der Modus hat sich gegenüber dem Turnier von 2021 verändert und entsprach wieder dem von 2018. Es wurde zunächst in zwei Gruppen mit je vier Mannschaften ein Rundenturnier ausgespielt. Die beiden besten aus beiden Gruppen qualifizierten sich für das Halbfinale. Die Halbfinalsieger erreichten das Finale. Ein Spiel um den dritten Platz wurde wie schon seit 2005 nicht mehr ausgetragen. Alle Spiele fanden im Sree-Kanteerava-Stadion in der indischen Stadt Bengaluru statt.

## Gruppenphase

### Gruppe A
| Pl. | Land     | Sp. | S | U | N | Tore    | Diff. | Punkte |
| --- | -------- | --- | - | - | - | ------- | ----- | ------ |
| 1.  | Kuwait   | 3   | 2 | 1 | 0 | 008:200 | +6    | 07     |
| 2.  | Indien   | 3   | 2 | 1 | 0 | 007:100 | +6    | 07     |
| 3.  | Nepal    | 3   | 1 | 0 | 2 | 002:500 | −3    | 03     |
| 4.  | Pakistan | 3   | 0 | 0 | 3 | 000:900 | −9    | 0      |

| 21. Juni 2023, 15:30 Uhr und 19:30 Uhr |   |          |           |
| Kuwait                                 | – | Nepal    | 3:1 (2:0) |
| Indien                                 | – | Pakistan | 4:0 (2:0) |
| 24. Juni 2023, 15:30 Uhr und 19:30 Uhr |   |          |           |
| Pakistan                               | – | Kuwait   | 0:4 (0:3) |
| Nepal                                  | – | Indien   | 0:2 (0:0) |
| 27. Juni 2023, 15:30 Uhr und 19:30 Uhr |   |          |           |
| Nepal                                  | – | Pakistan | 1:0 (0:0) |
| Indien                                 | – | Kuwait   | 1:1 (1:0) |

### Gruppe B
| Pl. | Land        | Sp. | S | U | N | Tore    | Diff. | Punkte |
| --- | ----------- | --- | - | - | - | ------- | ----- | ------ |
| 1.  | Libanon     | 3   | 3 | 0 | 0 | 007:100 | +6    | 09     |
| 2.  | Bangladesch | 3   | 2 | 0 | 1 | 006:400 | +2    | 06     |
| 3.  | Malediven   | 3   | 1 | 0 | 2 | 003:400 | −1    | 03     |
| 4.  | Bhutan      | 3   | 0 | 0 | 3 | 002:900 | −7    | 0      |

| 22. Juni 2023, 15:30 Uhr und 19:30 Uhr |   |             |           |
| Libanon                                | – | Bangladesch | 2:0 (0:0) |
| Malediven                              | – | Bhutan      | 2:0 (1:0) |
| 25. Juni 2023, 15:30 Uhr und 19:30 Uhr |   |             |           |
| Bangladesch                            | – | Malediven   | 3:1 (1:1) |
| Bhutan                                 | – | Libanon     | 1:4 (0:4) |
| 28. Juni 2023, 15:30 Uhr und 19:30 Uhr |   |             |           |
| Libanon                                | – | Malediven   | 1:0 (1:0) |
| Bhutan                                 | – | Bangladesch | 1:3 (1:3) |

## Finalrunde

### Halbfinale
| 1. Juli 2023, 15:30 Uhr und 19:30 Uhr |   |             |                      |
| Kuwait                                | – | Bangladesch | 1:0 n. V.            |
| Libanon                               | – | Indien      | 0:0 n. V., 2:4 i. E. |

- Schiedsrichter:  Crystal John und  Sinan Hussain

### Finale
| Kuwait                                                                            | Kuwait | Indien | Indien |
| --------------------------------------------------------------------------------- | --- | --- | ------ |
| Kuwait                                                                            | \| Finale \| \| 4. Juli 2023 um 19:30 Uhr (16:00 Uhr MESZ) in Bengaluru (Sree-Kanteerava-Stadion) \| \| Ergebnis: 1:1 n. V. (0:0), 4:5 i. E. \| \| Zuschauer: 26.380 \| \| Schiedsrichter: Prajwol Chhetri ( Nepal) \| | \| Finale \| \| 4. Juli 2023 um 19:30 Uhr (16:00 Uhr MESZ) in Bengaluru (Sree-Kanteerava-Stadion) \| \| Ergebnis: 1:1 n. V. (0:0), 4:5 i. E. \| \| Zuschauer: 26.380 \| \| Schiedsrichter: Prajwol Chhetri ( Nepal) \| | Indien |
| Finale                                                                            | | |        |
| 4. Juli 2023 um 19:30 Uhr (16:00 Uhr MESZ) in Bengaluru (Sree-Kanteerava-Stadion) | | |        |
| Ergebnis: 1:1 n. V. (0:0), 4:5 i. E.                                              | | |        |
| Zuschauer: 26.380                                                                 | | |        |
| Schiedsrichter: Prajwol Chhetri ( Nepal)                                          | | |        |

## Torschützenliste
Nachfolgend sind die besten Torschützen des Turnieres aufgeführt. Bei gleicher Anzahl an Toren sind die Spieler zunächst nach der Anzahl der Vorlagen und anschließend nach den Spielminuten sortiert. Noch im Wettbewerb befindliche Spieler sind fett gesetzt.
| Rang | Spieler            | Tore | Vorlagen | Spielminuten |
| ---- | ------------------ | ---- | -------- | ------------ |
| 01   | Sunil Chhetri      | 5    | 0        | 258          |
| 02   | Shekh Morsalin     | 2    | 1        | 133          |
| 03   | Mobarak al-Faneeni | 2    | 1        | 177          |
| 04   | Hassan Maatouk     | 2    | 0        | 109          |
| 05   | Rakib Hossain      | 2    | 0        | 126          |
| 06   | Khalil Bader       | 2    | 0        | 209          |
| 07   | Hamza Mohamed      | 2    | 0        | 250          |

Zu diesen besten Torschützen mit mindestens zwei Toren kommen 16 weitere mit je einem Tor sowie zwei Eigentore.